# Зінкевич Василь Іванович
Васи́ль Іва́нович Зінке́вич (нар. 1 травня 1945, Васьківці Ізяславського району Кам'янець-Подільської області (нині Хмельницька)) — український естрадний співак, народний артист УРСР (1986), лауреат Національної премії України імені Тараса Шевченка (1994), Герой України (2009), почесний громадянин Луцька. Чимало пісень у його виконанні ввійшли до золотого фонду української музики XX століття.

## Біографія
Батько Іван Харитонович гарно співав, був регентом церковного хору. За спогадами матері, Ганни Прокопівни, від батька Василеві передалися здібності й любов до мистецтва. Ще малим він зробив собі вдома невеличку сцену і танцював на ній. У шкільні роки брав участь у художній самодіяльності.
- 1968 року, після служби в армії, приїхав до міста Вижниці закінчувати навчання в художньому училищі прикладного мистецтва (тепер Вижницький коледж прикладного мистецтва імені В. Ю. Шкрібляка).
- У 1968–1973 роках працював художнім керівником народного самодіяльного ансамблю танцю «Смеречина» при Вижницькому будинку культури, де зробив перші кроки у вокальній школі Левка Дутківського, керівника ВІА «Смерічка» (через рік там почав також співати й молодий Назарій Яремчук).
- У 1973–1975 — соліст вокально-інструментального ансамблю «Смерічка» під орудою Левка Дутківського Чернівецької філармонії.
- З 1975-го  — соліст, а з 1980  — художній керівник ансамблю «Світязь» Волинської обласної філармонії (Луцьк).
- 20 жовтня 1978 співакові присвоїли звання заслуженого артиста України, а 3 січня 1986 — народного артиста України.
- У 1986—1991 — навчався у Рівненському інституті культури, де здобув спеціальність режисера.

Діти Василя Зінкевича — Василь та Богдан в юності брали участь у хіп-хопових гуртах «Тартак» і «Основний показник» (саме Богдан був його засновником) відповідно. Старший син, Василь, став художником, а молодший, Богдан — телевізійним режисером.
Відомий композитор і співак В'ячеслав Хурсенко, неодноразово гастролюючи з Василем Зінкевичем, бачив, як він опікується своїми дітьми. Це його настільки вразило, що він дорогою із Сокаля до Луцька, буквально за 40 хвилин написав пісню «Соколята» про долю Василя Зінкевича.

## Творчість
1971 р. у м. Яремча був відзнятий, а потім показаний на Центральному телебаченні перший український музичний телефільм «Червона рута» (сценарист Мирослав Скочиляс, режисер Роман Олексів). Герой фільму — молодий шахтар Борис із Донбасу (Василь Зінкевич) співає пісні на музику Володимира Івасюка та Валерія Громцева. Кульмінацією фільму стало виконання пісні В. Івасюка про справжнє й щасливе кохання — «Червона рута». Того ж року цю пісню Василь Зінкевич успішно виконав (разом з Н.  Яремчуком і В.  Івасюком) на підсумковому концерті телевізійного конкурсу «Пісня року» у Москві. Пісня принесла молодому колективові велику популярність і зазвучала по всій країні та за кордоном.
У 1972 р. в Москві на телеконкурсі «Алло, ми шукаємо таланти» разом із Назарієм Яремчуком та ансамблем «Смерічка» виконав пісню Л. Дутковського «Горянка», здобув перше місце й став лауреатом Всесоюзного конкурсу.
У 1975 р. знімався в естонському телефільмі «Виступає ансамбль „Смерічка“ під керуванням Левка Дутковського».
В 1975 році переїхав до Луцька, де працював у складі ВІА «Світязь» під керуванням Валерія Громцева. Гурт швидко став популярним. За словами Дмитра Гершензона, «Василь Зінкевич — людина, яка має рідкісний смак і відчуття часу. Завдяки йому і всім музикантам „Світязь“ мав за честь називатися одним з найкращих колективів в Україні. А це зобов'язувало багато до чого. Зінкевич ніколи не давав спуску і можливості розслаблятися».
Василь Зінкевич володіє красивим, яскравим, дзвінким голосом. Його виконанню властиві висока музична культура, органічна шляхетність, пристрасність, точно вгаданий настрій пісні. Сам моделював сценічні костюми для себе й ансамблю. Знявся у фільмах-концертах «Червона Рута» (1971), «Мелодії голубих озер» (1977), «Червона Рута. Десять років потому» (1981), «Музика весни» (1987), «Відлуння його життя» (1988), «Червона Рута Володимира Івасюка» (1988), «Мереживо його доріг» (1990) та в інших музичних фільмах Українського телебачення.
Василь Іванович якось розповідав, пише Ігор Шаров, що замолоду він до двох десятків разів брав участь у різноманітних творчих конкурсах і в більшості з них програвав, бо журі з московської музичної богеми не сприймали категорично нічого українського й самобутнього. А вже зі здобуттям незалежності люди відчули себе причетними до власної землі, природи та історії. І світ побачив, — каже артист, — що не все на одній шостій земної кулі є «рашен».

## Репертуар

Василь Зінкевич у фільмі «Червона рута» (1971)

Виконував пісні композиторів: Л. Дутковського («Сніжинки падають» (перша пісня), «Ти прийди в синю ніч», «Горянка»), В.  Івасюка («Балада про мальви», «Літо пізніх жоржин», «Мила моя», «Пісня буде поміж нас», «Пісня про тебе», «Світ без тебе», «Тільки раз цвіте любов», «Червона рута», «Я піду в далекі гори»), В. Громцева («Від перевалу до перевалу», «Залишені квіти», «Міст надії», «Скажи, скажи»), І. Білозора («А я знаю», «Вірю», «Мамина світлиця», «Ніби вчора»), І. Поклада («Скрипка грає», «Тече вода», «Хай щастить!»), М. Мозгового («Горянка», «Знов я у гори іду», «Моя перша любов», «На щастя, на долю», «Розквітай любов»), О. Злотника («На березі життя»), С. Сабадаша («Марічка», «Пісня з полонини»), І. Перчука («Музика звучить», «Музико моя», «На полонині», «Серце скрипки»), П. Дворського («Музика весни», «Срібні очі»), Л. Затуловського («Забудь печаль»), О. Білаша («Два кольори», «Ясени»), Є. Ширяєва («Русские березы»), З. Чоліча («Кличу тебе»), О. Осадчого («Шлях до Тараса»), А. Хаммонда («Мелодія прозора» («Se tornassi»)), О. Сєрова («Де ясні зорі»), Б. Кучера («Новий день над Україною»), Олега Слободенка («Солодка омана», «Крізь літа»), написані на слова поетів В. Бабуха, О. Богачука, Р. Братуня, С. Галябарди, П. Запотічного, В. Крищенка, Д. Павличка, Ю. Рибчинського, Т. Севернюк, Б. Стельмаха, М. Ткача, Г. Дишиневич та інших.

## Вшанування
«Зірка» на Алеї зірок Театральної площі Чернівців.

## Нагороди
- Звання Герой України з врученням ордена Держави (19 серпня 2009) — за визначні особисті заслуги перед Українською державою у розвитку музичної культури, багаторічну творчу діяльність на ниві збагачення національної пісенної скарбниці[4]
- Орден князя Ярослава Мудрого ІІІ ступеня (1 травня 2025)  — за визначні особисті заслуги у розвитку національного пісенного мистецтва, високу виконавську майстерність та багаторічну плідну творчу діяльність[5]
- Орден князя Ярослава Мудрого IV ст. (27 червня 2020) — за значний особистий внесок у державне будівництво, зміцнення національної безпеки, соціально-економічний, науково-технічний, культурно-освітній розвиток Української держави, вагомі трудові досягнення, багаторічну сумлінну працю[6]
- Орден князя Ярослава Мудрого V ст. (16 січня 2009) — за вагомий особистий внесок у справу консолідації українського суспільства, розбудову демократичної, соціальної і правової держави та з нагоди Дня Соборності України[7]
- Орден «За заслуги» I ст. (23 серпня 2005) — за значний особистий внесок у соціально-економічний, науковий та культурний розвиток України, вагомі трудові здобутки та активну громадську діяльність[8]
- Орден «За заслуги» II ст. (21 серпня 1999)[9] — за самовіддану працю, визначні особисті заслуги в державному будівництві, соціально-економічному, науково-технічному і культурному розвитку України та з нагоди 8-ї річниці незалежності України[10]
- Орден «За заслуги» III ст. (12 серпня 1999)[9] —  за особистий внесок у розвиток національної культури і мистецтва, вагомі творчі здобутки[11]
- 20 жовтня 1978 р. співакові присвоєне звання заслуженого артиста України, а 3 січня 1986 р. — народного артиста України
- Державна премія України імені Т. Шевченка 1994 року — за концертні програми останніх років[12]
- Орден Святого Миколи Чудотворця (1997)

## Публікації
- Юхим Гусар. Співак — Шевченківський лауреат // Буковинське віче — 2010. — 3 берез. — С. 4.
- Микола Рудаков. Шлях до Тараса.//Хата (газета).№ 1(78).2004,січень. С.4